# Атлетико Гоияниенсе
«Атле́тико Гоияние́нсе» (порт. Atlético Clube Goianiense) — бразильский футбольный клуб из города Гояния, штат Гояс. На уровне чемпионата штата по достижениям и популярности занимает второе место, немного опережая «Вила-Нову» и уступая только «Гоясу». На данный момент выступает в Серии В.

## История
Клуб был основан 2 апреля 1937 года Никанором Горду и Жоакином Вейгой. Годом позже эти двое людей основали ещё один клуб в Гоянии — «Гоянию». В 1944 году эти два клуба, упоминавшиеся выше два самых популярных клуба штата «Гояс» и «Вила-Нова», а также клуб «Кампинас» стали основателями чемпионата штата.
В 2003 году «Атлетико Гоияниенсе» занял последнее место в 1 дивизионе чемпионата штата и вылетел во второй дивизион. В 2005 году этот турнир был выигран, а в 2007 году была добыта победа и в главном первенстве штата — десятый титул команды был добыт 19 лет спустя после последней победы.

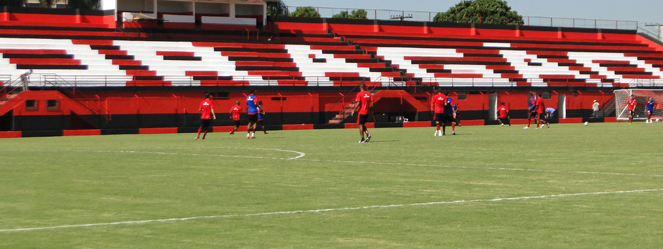
Стадион «Антонио Асиоли»

В 2008 году «Атлетико» стал чемпионом Серии C, а год спустя, заняв 4-е место в Серии B, сразу же квалифицировался в элитный дивизион чемпионата Бразилии. В 2010 году команда до последнего тура боролась за выживание в Серии A. В итоге, заняв 16-е место, «Атлетико Гоияниенсе» сумел справиться с задачей на сезон. Их главный соперник «Гояс» вылетел из элиты впервые за 10 лет. Проведя три сезона в Серии A, в 2012 году «Атлетико» занял 19-е место и вылетел в Серию B.
В 2016 году «Атлетико Гоияниенсе» выиграл Серию B и возвратился в Серию A, но заняв там последнее 20-е место, снова вылетел.
В 2019 году «Атлетико Гоияниенсе» занял 4-е место в Серии B и вышел в Серию A.

## Достижения
- Чемпион штата Гояс (16): 1944, 1947, 1949, 1955, 1957, 1964, 1970, 1985, 1988, 2007, 2010, 2011, 2014, 2019, 2020, 2022
- Чемпион Бразилии в Серии B (1): 2016
- Чемпион Бразилии в Серии C (2): 1990, 2008

## Статистика выступлений с 2007 года
| Сезон | Ранг | Турнир  | Место | И  | В  | Н  | П  | ГЗ | ГП | Очки |
| ----- | ---- | ------- | ----- | -- | -- | -- | -- | -- | -- | ---- |
| 2007  | 3    | Серия C | 6     | 32 | 15 | 9  | 8  | 50 | 31 | 54   |
| 2008  | 3    | Серия C | 1     | 32 | 21 | 5  | 6  | 84 | 30 | 68   |
| 2009  | 2    | Серия B | 4     | 38 | 20 | 5  | 13 | 73 | 53 | 65   |
| 2010  | 1    | Серия A | 16    | 38 | 11 | 9  | 18 | 51 | 57 | 42   |
| 2011  | 1    | Серия A | 13    | 38 | 12 | 12 | 14 | 50 | 45 | 48   |
| 2012  | 1    | Серия A | 19    | 38 | 7  | 9  | 22 | 37 | 67 | 30   |
| 2013  | 2    | Серия B | 16    | 38 | 12 | 8  | 18 | 42 | 51 | 44   |
| 2014  | 2    | Серия B | 7     | 38 | 17 | 8  | 13 | 54 | 49 | 59   |
| 2015  | 2    | Серия B | 14    | 38 | 11 | 13 | 14 | 36 | 46 | 46   |
| 2016  | 2    | Серия B | 1     | 38 | 22 | 10 | 6  | 60 | 35 | 76   |
| 2017  | 1    | Серия A | 20    | 38 | 9  | 9  | 20 | 38 | 56 | 36   |
| 2018  | 2    | Серия B | 6     | 38 | 16 | 11 | 11 | 57 | 51 | 59   |
| 2019  | 2    | Серия B | 4     | 38 | 15 | 17 | 6  | 44 | 29 | 62   |

## Бывшие игроки
- Луис Карлос Тоффоли — чемпион (1992) и обладатель Кубка Бразилии (1990) в составе «Фламенго», лучший бомбардир Кубка Либертадорес 1991.
- Ромерито — двукратный обладатель Кубка Бразилии (с «Санту-Андре» в 2004, со «Спортом» в 2008)
- Элдер Гранжа — клубный чемпион мира 2006 в составе «Интернасьонала», ныне игрок «Васко да Гама».
- Адриано Мело — победитель Кубка Бразилии 2007 в составе «Флуминенсе».
- Марсио — вратарь-бомбардир, выступает за клуб с 2007 года, автор 30 голов в ворота соперников.